# Vésper
Vésper fue un semanario femenil antiporfirista que se publicó en México de 1901 a 1911.  Llegó a tener una breve y última etapa de publicación en 1932.

## Historia de la publicación
Durante la época del Porfiriato se editaron muchos periódicos de oposición que fueron clausurados por el régimen dictatorial. El 15 de junio de 1901, Juana Belén Gutiérrez de Mendoza y Elisa Acuña Rosetti fundaron el periódico semanal Vésper, el cual comenzó a venderse en Guanajuato. Tal y como sucedió con otros periódicos de oposición, Vésper suspendió su edición en varias ocasiones a consecuencia de sus constantes críticas al gobierno de Porfirio Díaz y a la Iglesia católica, la primera ocasión ocurrió en diciembre de 1901, sus fundadoras fueron denunciadas y se vieron forzadas a escapar, su prensa fue decomisada. Gutiérrez de Mendoza se trasladó a la Ciudad de México, lugar en donde reanudó la publicación del semanario el 16 de septiembre de 1902, continuando así sus fuertes críticas de franca oposición:

El General Díaz lo sacrifica todo a la ambición de reinar. La deuda antigua no se alcanza a cubrir, pero ni siquiera a aminorar porque el tesoro nacional se derroca en canonjías para asegurar lacayos mediante un buen salario; la deuda piadosa fue preciso contraerla porque el General Díaz necesita el apoyo de los mochos y de los yankees; y los mochos y los yankees lo obligaron a echar sobre el tesoro nacional una deuda más, despojando al pueblo para mantener holgazanes en California. El presidente necesita prestigio en el extranjero y se lo procura como los fanfarrones de barrio, derrochando en superfluidades lo que no tiene para cubrir necesidades
Vésper, edición del 15 de mayo de 1903.

Dos años más tarde fue aprehendida y encarcelada.  La imprenta del periódico fue utilizada para editar otras publicaciones de tendencia liberal y anarquista, tales como La conquista del pan de Piotr Kropotkin. En 1904, ambas fundadoras se exiliaron en San Antonio, donde continuaron la publicación del semanario. Además de Juana Belén Gutiérrez Mendoza y Elisa Acuña Rosete, colaboraron en la redacción las hermanas Colín, Silvina Remabo de Trejo, Sara Estela Ramírez, Susana Barrios y Juan Sarabia. El periódico dejó de imprimirse en 1911, aunque tuvo una efímera etapa de publicación en 1932.